# 2-머캅토에탄올
2-머캅토에탄올 또는 베타-메르캅토에탄올, β-머캅토에탄올, BME, 2BME, 2-ME 또는 β-MET)는 화학식 HOCH2CH2SH인 화합물이다. 일반적으로 ME 또는 βME로 축약되어 불린다. 이것은 이황화결합(디설파이드 본드, disulfide bonds)을 환원시키는데 사용되며, 수산기 라디칼을 제거하여 생물학적 항산화제 역할을 할 수 있다. 수산기(hydroxyl group)가 물에 용해성을 주며 휘발성을 줄여 주기 때문에 이것은 널리 이용된다. 증기압이 낮기 때문에, 냄새는 연관된 티올류 보다 덜 불쾌하다.

## 조제
베타 메르캅토 에탄올은 황화수소의 에틸렌 옥사이드작용으로 제조할 수 있다.

## 반응
베타 메르캅토 에탄올은 알데하이드 및 케톤과 상응하는 옥사티올레인(oxathiolanes)을 생성한다. 이러한 특성 때문에 베타 메르캅토 에탄올은 보호기(protecting group)으로 유용하다.

## 응용

### 단백질 환원
일부 단백질은 메르캅토 에탄올에 의해 변성된다. 이 반응은 시스테인 잔기의 티올 그룹 사이에 형성 될 수있는 디설파이드 결합을 절단한다. 과량의 베타 메르캅토 에탄올이 있는 경우, 다음 평형이 오른쪽으로 이동한다 :
RS-SR + 2 HOCH 2 CH 2 SH  2 RSH + HOCH2CH2S-SCH2CH2OH
SS 결합을 끊음으로써 일부 단백질의 3 차 구조 와 4 차 구조가 모두 파괴될 수 있다. 단백질의 구조를 파괴 할 수 있는 능력 때문에, 예를 들어, 단백질 용액이 이황화물 연결된 이량체 또는 고차 올리고머 대신 단량체 단백질 분자를 포함하도록 하기 위해 단백질 분석에 사용되었다. 그러나 베타 메르캅토 에탄올은 유리 시스테인과 함께 부가물을 형성하고 다소 독성이 있기 때문에, 일반적으로 SDS-PAGE에서 DTT(디티오트레이톨, dithiothreitol)가 더 많이 사용된다. DTT는 또한 -0.26 V 인 베타 멜캡토 에탄올보다 -0.33 V (pH7에서)의 산화 환원 전위를 갖는 더욱 강력한 환원제이다.
베타 메르캅토 에탄올(2-Mercaptoethanol)은 생물학적 응용시에 DTT(dithiothreitol) 또는 무취(odorless)인 TCEP(tris 2-carboxyethyl phosphine)와 종종 교환해서 사용 가능하다.
베타 메르캅토 에탄올(β-MET)은 DTT보다 휘발성이 높지만 안정성이 더 우수하다. β-MET의 반감기는 pH 6.5에서 100시간 이상, pH8.5에서 4시간 이상이다. DTT의 반감기는 pH6.5에서 40시간이고, pH8.5에서 1.5시간이다.

### 단백질 산화 방지
베타 메르캅토 에탄올과 관련 환원제 (예 : DTT)는 종종 유리 술프하이드릴(sulfhydryl) 잔기의 산화를 억제하고, 따라서 단백질 활성을 유지하기위한 효소 반응에 포함된다. 표준 완충액 성분으로 여러 효소 분석법에서 사용된다.

### 리보뉴클레이스 변성
베타 메르캅토 에탄올은 세포 용해 과정에서 방출되는 리보뉴클레이스(ribonuclease)를 제거하기 위해 일부 RNA 분리 과정에서 사용된다. 수많은 디설파이드 결합으로 인해 리보뉴클레이스가 매우 안정한 효소가되므로 베타 메르캅토 에탄올이 이러한 디설파이드 결합을 줄이고 단백질을 비가역적으로 변성시키는데 사용된다.  이렇게하면 추출 과정에서 RNA가 소화되지 않는다.

## 안전
베타 메르캅토 에탄올은 독성 물질로 간주되어 흡입시 비강 및 호흡기에 자극을 일으키고 피부에 자극을 일으키며 섭취시 구토와 위통을 일으킬 수 있으며 심각한 노출이 발생할 경우 사망 할 수도 있다.

## 참고 문헌
1. ↑  《Nomenclature of Organic Chemistry : IUPAC Recommendations and Preferred Names 2013 (Blue Book)》. Cambridge: The Royal Society of Chemistry. 2014. 697쪽. doi:10.1039/9781849733069-FP001. ISBN 978-0-85404-182-4. The prefixes ‘mercapto’ (–SH), and ‘hydroseleno’ or selenyl (–SeH), etc. are no longer recommended.
2. 1 2  2-Mercaptoethanol
3. ↑  Knight, J. J. (2004) "2-Mercaptoethanol" in Encyclopedia of Reagents for Organic Synthesis (Ed: L. Paquette), J. Wiley & Sons, New York. doi:10.1002/047084289.
4. ↑  “1,3-Dithiolanes, 1,3-Dithianes”. Organic Chemistry Portal. 2008년 5월 17일에 원본 문서에서 보존된 문서. 2008년 5월 27일에 확인함.
5. ↑  “2-Mercaptoethanol”. Chemicalland21.com. 2006년 10월 5일에 원본 문서에서 보존된 문서. 2006년 10월 8일에 확인함.
6. ↑  Aitken CE; Marshall RA, Puglisi JD (2008). “An oxygen scavenging system for improvement of dye stability in single-molecule fluorescence experiments”. 《Biophys J》 94 (5): 1826–35. doi:10.1529/biophysj.107.117689. PMC 2242739. PMID 17921203.
7. ↑  Yeh, J. I. (2009) "Additives and microcalorimetric approaches for optimization of crystallization" in Protein Crystallization, 2nd Edition (Ed: T. Bergfors), International University Line, La Jolla, CA. ISBN 978-0-9720774-4-6
8. ↑  Stevens R.; Stevens L.; Price N.C. (1983). “The Stabilities of Various Thiol Compounds used in Protein Purifications”. 《Biochemical Education》 11 (2): 70. doi:10.1016/0307-4412(83)90048-1.
9. ↑  Verduyn, C; Van Kleef, R; Frank, J; Schreuder, H; Van Dijken, J. P.; Scheffers, W. A. (1985). “Properties of the NAD(P)H-dependent xylose reductase from the xylose-fermenting yeast Pichia stipitis”. 《The Biochemical Journal》 226 (3): 669–77. doi:10.1042/bj2260669. PMC 1144764. PMID 3921014.
10. ↑  Nelson, David R.; Lehninger, Albert L; Cox, Michael (2005). 《Lehninger principles of biochemistry》. New York: W.H. Freeman. 148쪽. ISBN 0-7167-4339-6.
11. ↑  “Material Safety Data Sheet”. JT Baker. 2016년 3월 3일에 원본 문서에서 보존된 문서. 2011년 7월 31일에 확인함.